# Siphonoperla
Siphonoperla is een geslacht van steenvliegen uit de familie groene steenvliegen (Chloroperlidae). De wetenschappelijke naam van het geslacht is voor het eerst geldig gepubliceerd in 1967 door Peter Zwick.

## Soorten
Siphonoperla omvat de volgende soorten:
- Siphonoperla baetica (Aubert, 1956)
- Siphonoperla burmeisteri (Pictet, 1841)
- Siphonoperla graeca (Aubert, 1956)
- Siphonoperla hajastanica (Zhiltzova, 1961)
- Siphonoperla italica (Aubert, 1953)
- Siphonoperla korab Graf, 2012
- Siphonoperla lepineyi (Navás, 1935)
- Siphonoperla libanica Alouf, 1992
- Siphonoperla montana (Pictet, 1841)
- Siphonoperla neglecta (Rostock, 1881)
- Siphonoperla ottomoogi Graf, 2008
- Siphonoperla taurica (Pictet, 1841)
- Siphonoperla torrentium (Pictet, 1841)
- Siphonoperla transsylvanica (Kis, 1963)